# Новомар'ївка (Баштанський район)
Новома́р'ївка —  село в Україні, в Інгульській сільській громаді Баштанського району Миколаївської області. Населення становить 63 особи.

## Населення
Згідно з переписом УРСР 1989 року чисельність наявного населення села становила 61 особа, з яких 34 чоловіки та 27 жінок.
За переписом населення України 2001 року в селі мешкали 62 особи.

### Мова
Розподіл населення за рідною мовою за даними перепису 2001 року:
| Мова       | Відсоток |
| ---------- | -------- |
| українська | 92,06 %  |
| російська  | 4,76 %   |
| молдовська | 3,17 %   |